# Chêne de l'émancipation
Le chêne de l'émancipation, en anglais : Emancipation Oak, est un arbre remarquable situé sur le campus de l'université de Hampton, dans ce qui est aujourd'hui la ville de Hampton, en Virginie, aux États-Unis. Ce grand chêne imposant mesure 30 mètres de diamètre et ses branches s'étendent vers le haut et latéralement. Il est désigné comme l'un des dix grands arbres du monde par la National Geographic Society et fait partie du site historique national de l'université de Hampton. L'arbre est un Quercus virginiana, un chêne sempervirent, appelé en anglais : Southern live oak.

## Histoire
Pendant la guerre civile américaine (1861 à 1865), les forces de l'Union  gardent le contrôle du Fort Monroe voisin et celui-ci devient un lieu de refuge pour les esclaves afro-américains en fuite qui cherchent l'asile. L'armée les définit comme de la contrebande pour éviter de les renvoyer aux esclavagistes. Avant la guerre civile, et à la suite de la rébellion des esclaves, menée par Nat Turner, en 1831, la loi de Virginie est modifiée pour interdire l'éducation des esclaves.
En novembre 1861, l'American Missionary Association demande à Mary Smith Peake (en) d'enseigner aux enfants des affranchis, dans le camp de contrebande lié à Fort Monroe. Elle commençait ses cours dehors, sous l'arbre. Elle est la première enseignante noire de l'AMA, qui s'est développée pour soutenir de nombreuses institutions éducatives dans le Sud. Sa base se trouve à trois miles de la protection du Fort Monroe, mais ses cours attirent également les adultes, la nuit. Bientôt, l'AMA met à disposition le Brown Cottage (en) pour ses cours. Elle fait des cours à 50 enfants le jour et à 20 adultes la nuit.
En 1863, la communauté noire de la péninsule de Virginie se réunit sous le chêne pour entendre la première lecture, au Sud, de la Proclamation d'émancipation du président Abraham Lincoln, ce qui lui vaut le surnom de chêne de l'émancipation.
Après la fin des hostilités, une école y est fondée, en 1868, par le général Samuel C. Armstrong (en) et l'American Missionary Association, sous le nom de Hampton Normal and Agricultural Institute, une école  de formation pratique à l’agriculture. De 1872 à 1875, l'un de ses nombreux élèves est Booker T. Washington, fils d'un affranchi. Il est devenu un célèbre enseignant qui a fondé l'Institut Tuskegee de l'Alabama, en 1881. Au début du XXe siècle, en collaboration avec le philanthrope Julius Rosenwald, Washington et le personnel du Tuskegee Institute, contribuent à la création de dizaines d'écoles rurales pour les enfants afro-américains, dans tout le Sud. 
Le Hampton Normal and Agricultural Institute, devient Hampton Institute, en 1930. Il obtient le statut d'université en 1984, devenant l'université de Hampton. Il s'agit de l'un des principaux établissements d'enseignement supérieur en Virginie. Au XXIe siècle, le chêne de l'émancipation est toujours là pour abriter et inspirer les étudiants et le personnel de l'école.

### Source de la traduction
- (en) Cet article est partiellement ou en totalité issu de l’article de Wikipédia en anglais intitulé « Emancipation Oak » (voir la liste des auteurs).